# Ducati MHR
La 900 MHR ou 900 Mike Hailwood Replica est une moto construite par Ducati et dérivée de la 900 Super Sport.

## Description

### 900 MHR

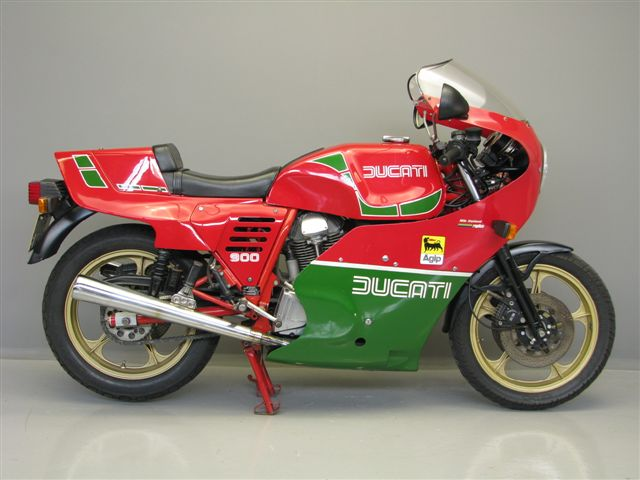
900 MHR 1984.

Le manuel du propriétaire de la 900 MHR, en 1979, débute par : « Tourist Trophy - Île de Man - 1978. Mike Hailwood gagne le Championnat du monde au guidon d'une puissante 900/SS d'usine. Après cette victoire importante, l'usine Ducati met en production une série de 900/SS esthétiquement semblable à cette glorieuse machine. »
L'esthétique est très proche du modèle de compétition, la 860 NCR. Le carénage rouge et vert est lisse, le réservoir de 18 L est en acier et en fibre de verre sur sa partie inférieure.
Elle reprend le moteur de 863,9 cm3 et sa distribution par arbre et couple conique. Comble du raffinement, un petit morceau de plexiglas sur le haut des arbres permet d'admirer les engrenages.
Il n'y a pas de démarreur électrique, le démarrage se fait au kick.
De plus, l'acheteur, lors de la commande, avait le choix sur le diamètre des soupapes. Il pouvait opter pour des soupapes de 42 mm à l'admission et 38 mm à l'échappement ou 44 mm à l'admission et 40 mm à l'échappement. Il pouvait aussi choisir la marque des silencieux, Silentium ou Conti.
La partie-cycle se compose d'équipements de qualité. La fourche et les amortisseurs sont signés Marzocchi, le système de freinage est signé Brembo et les jantes sont des Campagnolo ou des Speedline.
On note également l'absence de béquille latérale, seule la centrale est disponible. Sur la plupart des modèles de la production actuelle, tous constructeurs confondus, la béquille latérale est de série et la centrale, en option lorsqu'elle existe.
En 1980, le réservoir gagne 6 L de capacité. Les jantes Speedline disparaissent au profit de FPS.
Pour 1981, les freins avant gagnent 20 mm de diamètre. La décoration du carénage et du réservoir est revue, une inscription « Mike Hailwood Replica » apparaît sur le haut du carénage. Ce dernier n'est plus en une seule pièce mais en deux parties.
En 1983, la plus grosse évolution est l'adoption d'un démarreur électrique. De plus, l'embrayage, à commande désormais hydraulique, n'est plus en bain d'huile, mais à sec.
La décoration est légèrement modifiée. Les étriers de frein migrent derrière les fourreaux de fourche.

### 1000 MHR
Le développement d'un moteur 1 000 cm3 n'encourage pas la marque à faire évoluer la 900. La 1000 MHR pousse la 900 vers la retraite fin 1984.
La 1000 MHR reprend de nombreuses pièces. Le cadre est identique, les carburateurs Dell'Orto ∅ 40 mm aussi, comme le système de freinage Brembo par trois disques ∅ 280 mm, ou encore les roues.
Le moteur reste un bicylindre en V à 90°, sa cylindrée passe à 973 cm3 (88 × 80 mm), développant la puissance de 76 ch à 6 700 tr/min pour un couple de 8,6 kg m à 5 500 tr/min.
Sur la balance, la 1000 MHR perd 4 kg, à 198 kg, par rapport à son ainée. Le réservoir passe à 24 L dont 3 L de réserve.
Esthétiquement, l'inscription « 1000 » ou « Mille », sur le carénage à gauche des clignotants, et l'inscription « Desmo » à la place de « 900 » sur les caches latéraux, permettent de la distinguer de son aînée.
Les silencieux sont des Silentium ; en option, l'acheteur pouvait équiper sa machine d'un échappement Conti 2-en-1, développant 90 ch à 7 500 tr/min et annoncé pour 235 km/h en vitesse de pointe.
Mais les coûts de production trop élevés ont raison en 1985 de la 1000 MHR, qui a été produite à un peu plus de mille exemplaires.
Une version modernisée (avec des suspensions revues mais un moteur identique développant toutefois 120 ch) est commercialisée dans certains pays par l’atelier Vee Two en Australie, qui a racheté les plans et produit des pièces moteur, ainsi que la copie de cette version MHR pour les besoins d’un biopic, annoncé en 2022, sur les dernières années de Mike Hailwood.